# Ryan Bailey (athlétisme)
Pour les articles homonymes, voir Ryan Bailey et Bailey.
Ryan Bailey (né le 13 avril 1989 à Portland) est un athlète américain spécialiste du 100 et du 200 mètres. Il est également bobeur.

## Biographie

### Carrière en athlétisme
Étudiant au Rend Lake College, dans l'Illinois, il se révèle durant la saison 2007 en se classant troisième du 200 m des Championnats NCAA juniors. Auteur de 10 s 28 en début d'année 2008, il termine troisième des Championnats NCAA juniors et intègre par la suite le relais 4 × 100 m américain lors des Championnats du monde juniors de Bydgoszcz. Il établit un nouveau record personnel sur 100 m en mai 2009 en courant en 10 s 05 lors des Championnats universitaires juniors de Hutchinson. 
En 2010, Ryan Bailey se classe troisième du 200 m du meeting de Shanghai, épreuve comptant pour la Ligue de diamant 2010. Il s'incline face au Jamaïcain Usain Bolt et à son compatriote Angelo Taylor. Le 29 août, l'Américain établit un nouveau record personnel sur 100 m en courant 9 s 88 lors du Meeting de Rieti derrière les 9 s 78 de Nesta Carter (PB).
En 2012, lors des sélections olympiques américaines de Eugene, Ryan Bailey obtient sa qualification pour les Jeux de Londres en terminant troisième de l'épreuve du 100 m, derrière Justin Gatlin et Tyson Gay, dans le temps de 9 s 93.
Lors du meeting Herculis du 20 juillet 2012, il contribue comme relayeur à la victoire de l'équipe américaine « Rouge » en 37 s 61, meilleur temps de la saison, équipe composée de Trell Kimmons, Justin Gatlin, Tyson Gay et lui en dernier relayeur, malgré des passages de témoin perfectibles.
Aux Jeux de Londres, il est le dernier relayeur du 4 × 100 mètres américain qui décroche l'argent, derrière les jamaïcains qui battent le record du monde. En mai 2015, le relais américain du 4 × 100 m en athlétisme perd sa médaille d'argent après la disqualification de Tyson Gay pour dopage après un contrôle de juin 2013 et une sanction qui le prive de tous ses résultats à partir de juillet 2012,. En individuel, il termine 5e du 100 mètres, en 9 s 88.
En juin 2013, il ne prend pas part aux sélections américaines, blessé au tendon droit lors d’un entraînement. Il ne participera donc ni en individuel ni en relais aux Championnats du monde d'athlétisme 2013 de Moscou.
En juin 2015, il manque la qualification pour les championnats du monde 2015 en échouant pour faux-départ lors des séries du 100 m des sélections américaines.

### Carrière en bobsleig
En novembre 2017, Ryan Bailey est sélectionné dans l'équipe des États-Unis pour l'épreuve du bobsleigh des Jeux olympiques d'hiver de 2018. Le 1er décembre, il est suspendu pour dopage.

## Palmarès
| Date | Compétition               | Lieu    | Résultat | Épreuve   | Temps    |
| ---- | ------------------------- | ------- | -------- | --------- | -------- |
| 2012 | Jeux olympiques           | Londres | 4e       | 100 m     | 9 s 88   |
| 2012 | Jeux olympiques           | Londres | 2e       | 4 × 100 m | 37 s 04, |
| 2015 | Relais mondiaux de l'IAAF | Nassau  | 1er      | 4 × 100 m | 37 s 38  |

## Records
| Épreuve          | Performance | Lieu          | Date                                 |
| ---------------- | ----------- | ------------- | ------------------------------------ |
| 100 m            | 9 s 88      | Rieti Londres | 29 août 2010 4 août 2012 5 août 2012 |
| 200 m            | 20 s 10     | Zurich        | 19 août 2010                         |
| Relais 4 × 100 m | 37 s 04     | Londres       | 11 août 2012                         |